# ATCC 1992
ATCC 1992 vanns av Mark Skaife för Nissan, vilket var Sakifes första och Nissans sista i ATCC, som året därpå började köras med V8 Supercar-reglemente.

## Delsegrare
| Bana           | Vinnare        | Märke  | Tvåa           | Märke  | Trea           | Märke  |
| -------------- | -------------- | ------ | -------------- | ------ | -------------- | ------ |
| Amaroo         | Mark Skaife    | Nissan | Jim Richards   | Nissan | Peter Brock    | Holden |
| Sandown        | John Bowe      | Ford   | Mark Skaife    | Nissan | Jim Richards   | Nissan |
| Symmons Plains | Glenn Seton    | Ford   | Mark Skaife    | Nissan | Dick Johnson   | Ford   |
| Phillip Island | Mark Skaife    | Nissan | Jim Richards   | Nissan | Glenn Seton    | Ford   |
| Lakeside       | Tony Longhurst | BMW    | Jim Richards   | Nissan | Alan Jones     | BMW    |
| Eastern Creek  | John Bowe      | Ford   | Mark Skaife    | Nissan | Tony Longhurst | BMW    |
| Mallala        | Mark Skaife    | Nissan | Tony Longhurst | BMW    | Mark Gibbs     | Nissan |
| Barbagallo     | John Bowe      | Ford   | Jim Richards   | Nissan | Tony Longhurst | BMW    |
| Oran Park      | Mark Skaife    | Nissan | Jim Richards   | Nissan | Alan Jones     | BMW    |

## Slutställning
| Plats | Förare         | Märke  | Poäng |
| ----- | -------------- | ------ | ----- |
| 1     | Mark Skaife    | Nissan | 234   |
| 2     | Jim Richards   | Nissan | 214   |
| 3     | Tony Longhurst | BMW    | 184   |
| 4     | John Bowe      | Ford   | 175   |
| 5     | Glenn Seton    | Ford   | 173   |
| 6     | Mark Gibbs     | Nissan | 147   |
| 7     | Alan Jones     | BMW    | 143   |
| 8     | Dick Johnson   | Ford   | 134   |
| 9     | Paul Morris    | BMW    | 120   |
| 10    | Larry Perkins  | Holden | 108   |